# Метрополен регион
Метрополният регион или метрополисен регион (на английски: metropolitan area) е район, най-често обхващащ 1 доминиращ или по-рядко няколко големи града, по-малки градове, други селища и урбанизирани територии.
Доминиращият голям град е наричан метрополис (от гръцки) или с производното метрополия. Метрополисът свързва населени места в района социално, икономически, транспортно, географски и културно.
За разлика от агломерацията метрополният регион обхваща няколко големи града, разстоянията между които може да са значителни, а свързването помежду им да се основава на икономическо преплитане и пътуващи работници, живеещи в друг град.
Когато няколко метрополни области се намират в съседство, се получава общ мегалополис.

## Дефиниция (ЕС)
Евростат – статистическата агенция на Европейския съюз, дефинира понятието метрополен регион като „региони от типа NUTS-3 или група региони NUTS-3, представляващи градски агломерации с брой на жителите, надхвърлящ 250 000 души“.

## Превод
Терминът на английски има 2 варианта на английски: metropolitan area и metropolitan region, откъдето идват и множеството варианти при превода му на български:
- метрополисен регион/район, метрополисна област – от метрополис (названието на централния град)
- метрополен регион/район, метрополна област – от метрополия (названието на централния град)
- метрополитен регион/район, метрополитна област [2] – без основание
- метрополитански регион/район, метрополитанска област – без основание

## Италия
В Италия са дефинирани метрополни градове: (на италиански: città metropolitane d'Italia). Те са административни подразделения от 2015 г. насам, определени чрез Закон №56 от 7 април 2014 г. (закон Делрио). Според определението в закона метрополният град включва като ядро един голям град и по-малките градове около него, които са тясно свързани с ядрото по отношение на икономическата дейност, съществените обществени услуги, както и в културно и териториално отношение.